# Vitknavel
Vitknavel (Scleranthus perennis) är en växtart i familjen nejlikväxter.

## Bygdemål
| Namn       | Trakt    | Anteckning                                            | Referens |
| ---------- | -------- | ----------------------------------------------------- | -------- |
|            |          |                                                       |          |
| Knavlegräs | Svealand | Samma namn används för Grönknavel (Sclerantus annuus) | [ 1 ]    |

## Etymologi
Artepitetet perennis betyder flerårig, vilket är särskiljande från den ettåriga släktingen  Grönknavel, S. annuum, där annuum kommer av latin annum = år.

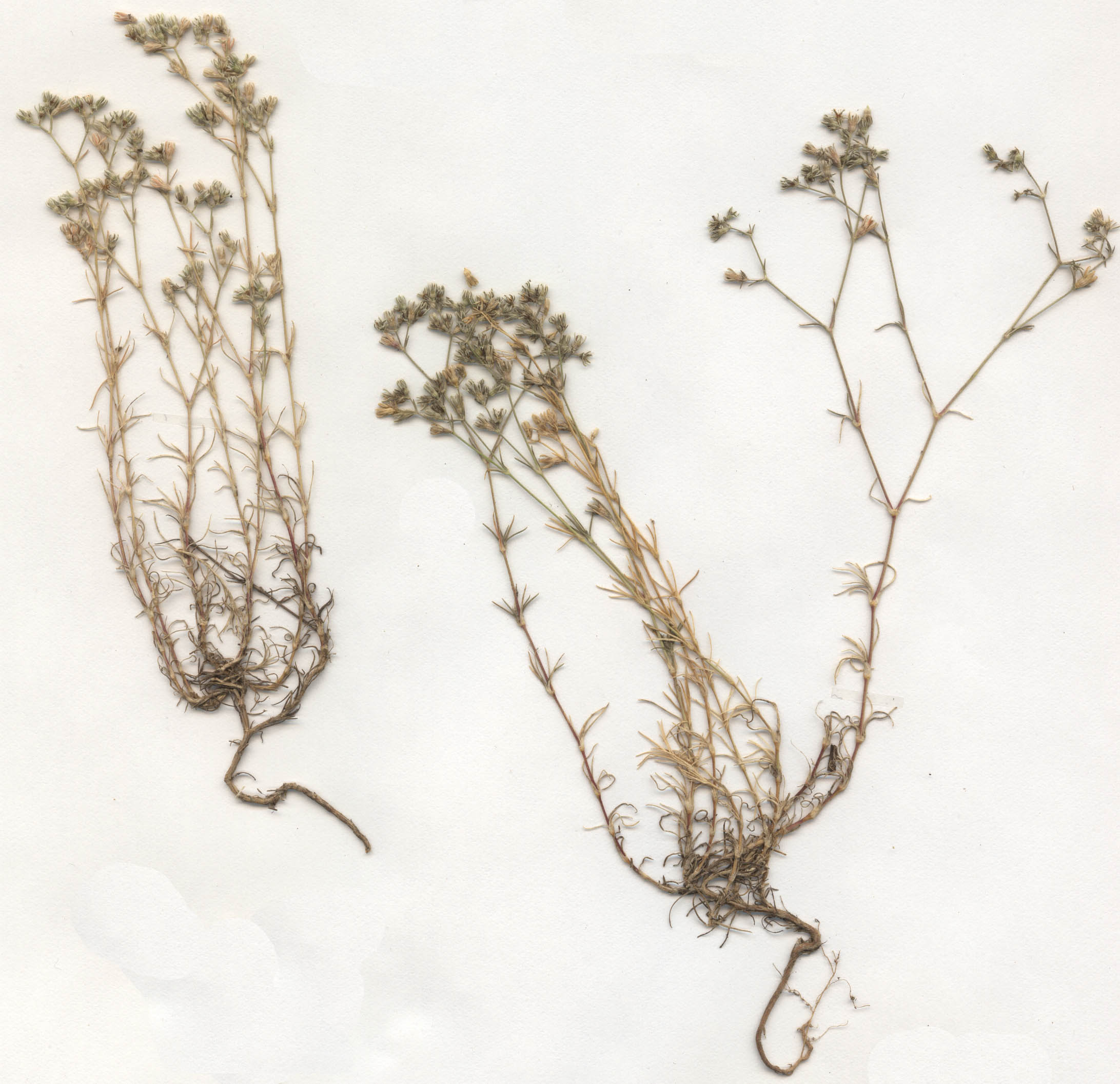
Vitknavel